# Kurramiana
Kurramiana  (лат.) — монотипный род двудольных растений семейства Горечавковые (Gentianaceae), включающий вид Kurramiana micrantha (Aitch. & Hemsl.) Omer & Qaiser. Выделен пакистанскими ботаниками Саудом Омером и Мохаммадом Кайсером в 1992 году.
Вид Kurramiana micrantha первоначально включали в состав рода Горечавка (Gentiana) под таксономическим названием Gentiana micrantha Aitch. & Hemsl.basionym. Таксономическое положение представителя рода Kurramiana окончательно не ясно; отдельные исследователи по-прежнему относят его к роду Горечавка.

## Распространение
Единственный вид — эндемик агентства Куррам на северо-западе Пакистана, голотип был собран в горах Сафедкох на территории Куррама.

## Общая характеристика
Однолетние травянистые растения.
Стебель голый, очень тонкий, прямостоячий, слабоветвящийся.